# Torneo di Capodanno
Le Torneo di Capodanno (en français : Tournoi du Nouvel An) fut un tournoi italien de football organisé en 1981 par la Federazione Italiana Giuoco Calcio (FIGC) et la Lega Nazionale Professionisti entre 16 clubs de Serie A de la saison 1980-1981.
Ce trophée fut organisé afin de permettre aux joueurs de Serie A de continuer à jouer au football durant la participation de l'équipe d'Italie au Mundialito se tenant en Uruguay du 30 décembre 1980 au 10 janvier 1981.
À l'occasion du tournoi, chaque club participant eut l'occasion de se faire prêter un joueur en provenance d'un autre club, en plus du possible unique joueur prêté par club permis à l'époque. Seuls trois clubs usèrent de cette règle, à savoir la Fiorentina, l'Inter et l’Udinese.
Les 16 équipes furent réparties en quatre groupes de quatre équipes chacune, avec pour chaque club seulement deux matchs (et non trois) dans son groupe respectif. Il fut introduit un bonus supplémentaire d'un point pour l'équipe gagnant une rencontre avec au moins deux buts d'écart.
Les équipes finalistes du tournoi furent l'Ascoli et la Juventus, qui se rencontrèrent lors d'un seul match à Ascoli Piceno le 14 juin 1981, avec finalement une victoire de l'Ascoli 2-1, qui remporte donc la compétition.

## Résultats

### Groupe 1
| 4 janvier 1981 | Naples | 0 – 1 | Avellino | Stade San Paolo, Naples |  |
|                |        |       |          |                         |  |

| 4 janvier 1981 | Catanzaro | 0 – 1 | Ascoli | Stade Nicola Ceravolo, Catanzaro |  |
|                |           |       |        |                                  |  |

| 8 janvier 1981 | Avellino | 1 – 2 | Catanzaro | Stade Partenio, Avellino |  |
|                |          |       |           |                          |  |

| 8 janvier 1981 | Ascoli | 2 – 2 | Naples | Stade Cino et Lillo Del Duca, Ascoli Piceno |  |
|                |        |       |        |                                             |  |

#### Tableau
|  |    | Classement équipes | Pts | MJ | V | N | D | BP | BC | Dif |
|  | -- | ------------------ | --- | -- | - | - | - | -- | -- | --- |
|  | 1. | Ascoli             | 3   | 2  | 1 | 1 | 0 | 3  | 2  | +1  |
|  | 2. | Catanzaro          | 2   | 2  | 1 | 0 | 1 | 2  | 2  | 0   |
|  | 3. | Avellino           | 2   | 2  | 1 | 0 | 1 | 2  | 2  | 0   |
|  | 4. | Naples             | 1   | 2  | 0 | 1 | 1 | 2  | 3  | -1  |

### Groupe 2
| 4 janvier 1981 | Pistoiese | 1 – 1 | AS Roma | Stade Communale, Pistoia |  |
|                |           |       |         |                          |  |

| 4 janvier 1981 | Fiorentina | 2 – 1 | Pérouse | Stade Communale, Florence |  |
|                |            |       |         |                           |  |

| 8 janvier 1981 | AS Roma | 1 – 1 | Pérouse | Stade olympique, Rome |  |
|                |         |       |         |                       |  |

| 8 janvier 1981 | Pistoiese | 1 – 1 | Fiorentina | Stade Communale, Pistoia |  |
|                |           |       |            |                          |  |

#### Tableau
|  |    | Classement équipes | Pts | MJ | V | N | D | BP | BC | Dif |
|  | -- | ------------------ | --- | -- | - | - | - | -- | -- | --- |
|  | 1. | Fiorentina         | 3   | 2  | 1 | 1 | 0 | 3  | 2  | +1  |
|  | 2. | Pistoiese          | 2   | 2  | 0 | 2 | 0 | 2  | 2  | 0   |
|  | 3. | AS Roma            | 2   | 2  | 0 | 2 | 0 | 2  | 2  | 0   |
|  | 4. | Pérouse            | 1   | 2  | 0 | 1 | 1 | 2  | 3  | -1  |

### Groupe 3
| 4 janvier 1981 | Côme           | 1 – 3 | Juventus                                            | Stade Giuseppe Sinigaglia, Côme |                     |
|                | Cavagnetto 26e |       | 68e Marocchino · 71e (csc) Fontolan · 86e Galderisi | Arbitrage : Falzier             | Arbitrage : Falzier |

| 4 janvier 1981 | Udinese | 0 – 1 | Cagliari | Stade Friuli, Udine |  |
|                |         |       |          |                     |  |

| 8 janvier 1981 | Udinese                 | 2 – 2 | Juventus                   | Stade Friuli, Udine |                   |
|                | Mirnegg 6e · Zanone 73e |       | 46e Brady · 78e Marocchino | Arbitrage : Magni   | Arbitrage : Magni |

| 8 janvier 1981 | Cagliari | 2 – 1 | Côme | Stade Sant'Elia, Cagliari |  |
|                |          |       |      |                           |  |

#### Tableau
|  |    | Classement équipes | Pts | MJ | V | N | D | BP | BC | Dif |
|  | -- | ------------------ | --- | -- | - | - | - | -- | -- | --- |
|  | 1. | Juventus           | 4   | 2  | 1 | 1 | 0 | 5  | 3  | +2  |
|  | 2. | Cagliari           | 4   | 2  | 2 | 0 | 0 | 3  | 1  | +2  |
|  | 3. | Udinese            | 1   | 2  | 0 | 1 | 1 | 2  | 3  | -1  |
|  | 4. | Côme               | 0   | 2  | 0 | 0 | 2 | 2  | 5  | -3  |

### Groupe 4
| 4 janvier 1981 | Inter                        | 2 – 0 | Brescia | Stade Giuseppe Meazza, Milan           |                                        |
|                | Pasinato 23e · Kovacevic 62e |       |         | Spectateurs : 3 000 Arbitrage : Mattei | Spectateurs : 3 000 Arbitrage : Mattei |

| 4 janvier 1981 | Bologne            | 1 – 2 | Torino         | Stade Renato Dall'Ara, Bologne            |                                           |
| 14h30          | Fiorini 63e (pen.) |       | 38e 68e Pulici | Spectateurs : 6 532 Arbitrage : Benedetti | Spectateurs : 6 532 Arbitrage : Benedetti |

| 8 janvier 1981 | Bologne                                           | 3 – 1 | Inter       | Stade Renato Dall'Ara, Bologne |                  |
|                | Fontanini 24e (csc) · Garritano 26e · Fiorini 77e |       | 4e Prohaska | Arbitrage : Lops               | Arbitrage : Lops |

| 8 janvier 1981 | Brescia | 0 – 0 | Torino | Stade Mario Rigamonti, Brescia        |                                       |
| 15h00          |         |       |        | Spectateurs : 1 948 Arbitrage : Prati | Spectateurs : 1 948 Arbitrage : Prati |

#### Tableau
|  |    | Classement équipes | Pts | MJ | V | N | D | BP | BC | Dif |
|  | -- | ------------------ | --- | -- | - | - | - | -- | -- | --- |
|  | 1. | Bologne            | 3   | 2  | 1 | 0 | 1 | 4  | 3  | +1  |
|  | 2. | Torino             | 3   | 2  | 1 | 1 | 0 | 2  | 1  | +1  |
|  | 3. | Inter              | 3   | 2  | 1 | 0 | 1 | 3  | 3  | 0   |
|  | 4. | Brescia            | 1   | 2  | 0 | 1 | 1 | 0  | 2  | -2  |

### Demi-finales
| 11 janvier 1981 | Ascoli                           | 2 – 1 | Fiorentina    | Stade Cino et Lillo Del Duca, Ascoli Piceno |                    |
|                 | Trevisanello 45e · Scanziani 68e |       | 74e Sacchetti | Arbitrage : D'Elia                          | Arbitrage : D'Elia |

| 11 janvier 1981 | Bologne                                                        | 0 – 0 (3 - 4 aux t.a.b.) | Juventus                                                          | Stade Renato Dall'Ara, Bologne |                      |
| 14h30           | · Tirs au but : · Fabbri · Pileggi · Colomba · Fiorini · Paris |                          | · : Tirs au but · Brady · Prandelli · Gentile · Cabrini · Bettega | Arbitrage : Lattanzi           | Arbitrage : Lattanzi |

### Finale
| 14 juin 1981 | Ascoli                             | 2 – 1 | Juventus     | Stade Cino et Lillo Del Duca, Ascoli Piceno |                      |
| 19h00        | Trevisanello 50e · Moro 82e (pen.) |       | 70e Tardelli | Arbitrage : Tonolini                        | Arbitrage : Tonolini |

## Buteurs
| Rang | Buteur                                            | Club       | Buts |
| ---- | ------------------------------------------------- | ---------- | ---- |
| 1.   | Carlo Trevisanello Alessandro Scanziani           | Ascoli     | 2    |
| 1.   | Giuliano Fiorini                                  | Bologne    | 2    |
| 1.   | Emanuele Gattelli                                 | Cagliari   | 2    |
| 1.   | Ezio Cavagnetto                                   | Côme       | 2    |
| 1.   | Sauro Fattori                                     | Fiorentina | 2    |
| 1.   | Liam Brady Giuseppe Galderisi Domenico Marocchino | Juventus   | 2    |
| 1.   | Agostino Di Bartolomei                            | AS Roma    | 2    |
| 1.   | Paolo Pulici                                      | Torino     | 2    |
| 1.   | Dieter Mirnegg Nicola Zanone                      | Udinese    | 2    |